# Бенджамін Лі Ворф
Бенджамін Лі Ворф (24 квітня, 1897 — 26 липня, 1941) — американський лінгвіст, відомий передовсім завдяки гіпотезі Сепіра — Ворфа. Ворф був за освітою інженером-хіміком і працював у страховій компанії.

## Біографія і наукова робота
Він став відомим завдяки своїм роботам, присвяченим індіанськими мовам, особливо мові хопі, а також спірній тезі про «лінгвістичну відносність». Ця теза стверджує, що граматичні та лексичні структури власної рідної мови впливають на мислення.
1918 р. Ворф закінчив навчання у Массачусетському технологічному інституті на спеціальності інженера-хіміка і почав працювати в якості протипожежного інспектора у страховій компанії Hartford Fire Insurance Company. Незважаючи на свої наукові інтереси, Ворф залишився співробітником компанії на все життя і зробив кар'єру.
Ворф був першопочатково зацікавлений у різних значеннях різних мовних форм, таких як Біблія та наукова космологія. Ворф вивчив іврит і вивчав мову ацтеків науатль і майя. Його розуміння фонологічної характеру писемності майя з'явилися занадто рано; його лекції і нариси знайшли мало резонансу. Але Ворф міг вивчати Піма і ацтекські мови в Мексиці у 1930-х роках. Коли у 1931 році Едвард Сепір був призначений професором лінгвістики і антропології в Єльському університеті, Ворф відразу почав слухати його лекції і вивчати індіанську лінгвістику разом з Моррісом Сводешем, Джорджем Трегером, Карлом Фегеліном і Мері Хаас. Сапір підтримував інтерес Ворфа до американських мов. Він звернув увагу на мову хопі й Ворф вивчав її від носія мови у Нью-Йорку (до 1935 року). Відома теза про лінгвістичний світогляд хопі з'явилася близько 1936 року, але була опублікована тільки у 1950 році під назвою «Модель Всесвіту американських індіанців». Короткий час Ворф викладав антропологію у Єльському університеті (1937—1938), але він не хотів перетворювати свої гуманітарні інтереси на кар'єру. Однак, його вклад у лінгвістику був значним. Він зробив прорив завдяки своїй статті про «Взаємозв'язки звичаєвого мислення і поведінки на мову» (1939). Незадовго до його смерті в 1941 році було опубліковано ще три статті.
Інтерес Ворфа до лінгвістики був спрямований у першу чергу на вивчення американських і центрально-американських мов. Він був хорошим оратором і популяризував свої лінгвістичні ідеї в лекціях і численних статтях. Він опублікував також низку технічних статей.
Деякі з ранніх робіт з'явилися під впливом його роботи у страхової компанії, оскільки пожежі часто бувають викликані мовними непорозуміннями. В одному випадку працівник, чиєю рідною мовою не була англійська, поставив пляшку з рідиною поруч з нагрівачем. На пляшці було написано: «highly inflammable» — «дуже легкозаймисте». Працівник подумав, що якщо «flammable» означає — легкозаймисте, то «inflammable» — означає «не легкозаймисте».
В іншому випадку на котлі, який містив залишки рідкого палива, стояв напис «порожній». Відбувся вибух, тому що робітники не вбачали небезпеки у порожньому контейнері.
Лекції і твори Ворфа включають як приклади з його роботи у страховій компанії, так і з його польових досліджень і роботи з носіями мови хопі та інших американських мов.
Гіпотеза мовної відносності стверджує, що мова впливає на думки. Тобто мова, якою говорить людина впливає на спосіб її мислення. Структура мови, таким чином, впливає на сприйняття навколишнього середовища. Це також впливає на наукові дослідження, оскільки різні галузі науки розробляють різні мовні структури. Але розуміння простору і часу впливає, згідно з Ворфом, на розуміння фізичних теорій, таких як сучасна теорія відносності. У мові хопі набагато легше зрозуміти теорію відносності, через розділення простору і часу у цій мові. Представлення особливостей мові хопі у стосунку до уявлень про час, релевантних для гіпотези мовної відносності, були згодом спростовані.
Ворф був членом Теософського товариства Ад'яр, а також його роботи перебували під сильним впливом теософії. Одна з його основних робіт, «Мова, розум і реальність», була опублікована в журналі «The Theosophist» у 1942 році.
Бенджамін Лі Ворф помер від раку в 44-річному віці. Його найважливіші роботи були опубліковані після його смерті.